# Daniel Björk (journalist)
Daniel Björk, född 1974, är en svensk journalist och författare.